# Woskewaz
Woskewaz – wieś w Armenii, w prowincji Aragacotn. W 2011 roku liczyła 4168 mieszkańców.